# 五月一日縣

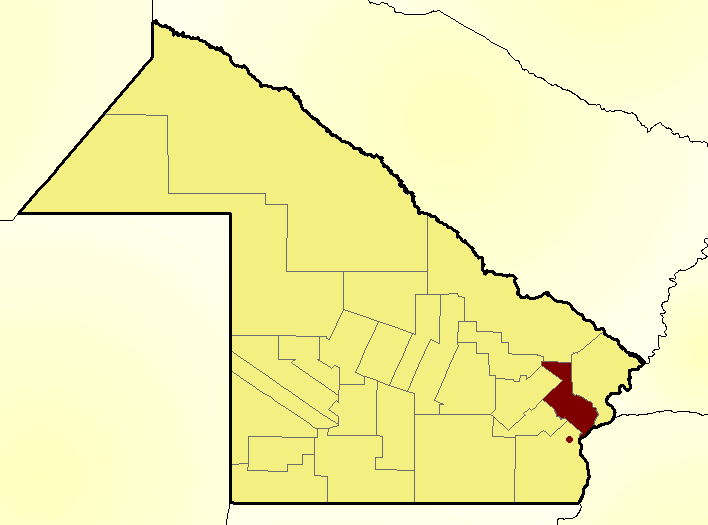

27°16′S 58°58′W / 27.267°S 58.967°W
五月一日縣（西班牙語：Departamento Primero de Mayo），是阿根廷的縣份，位於該國北部查科省，首府設於瑪加麗塔貝倫，面積1,864平方公里，2010年人口10,322，人口密度每平方公里5.54人。